# Теннис на летней Универсиаде 2019
Теннис на летней Универсиаде 2019 — соревнования по теннису в рамках летней Универсиады 2019 года прошли с 5 по 13 июля в итальянском городе Неаполь, на территории теннисного центра. Были разыграны 7 комплектов наград.

## История

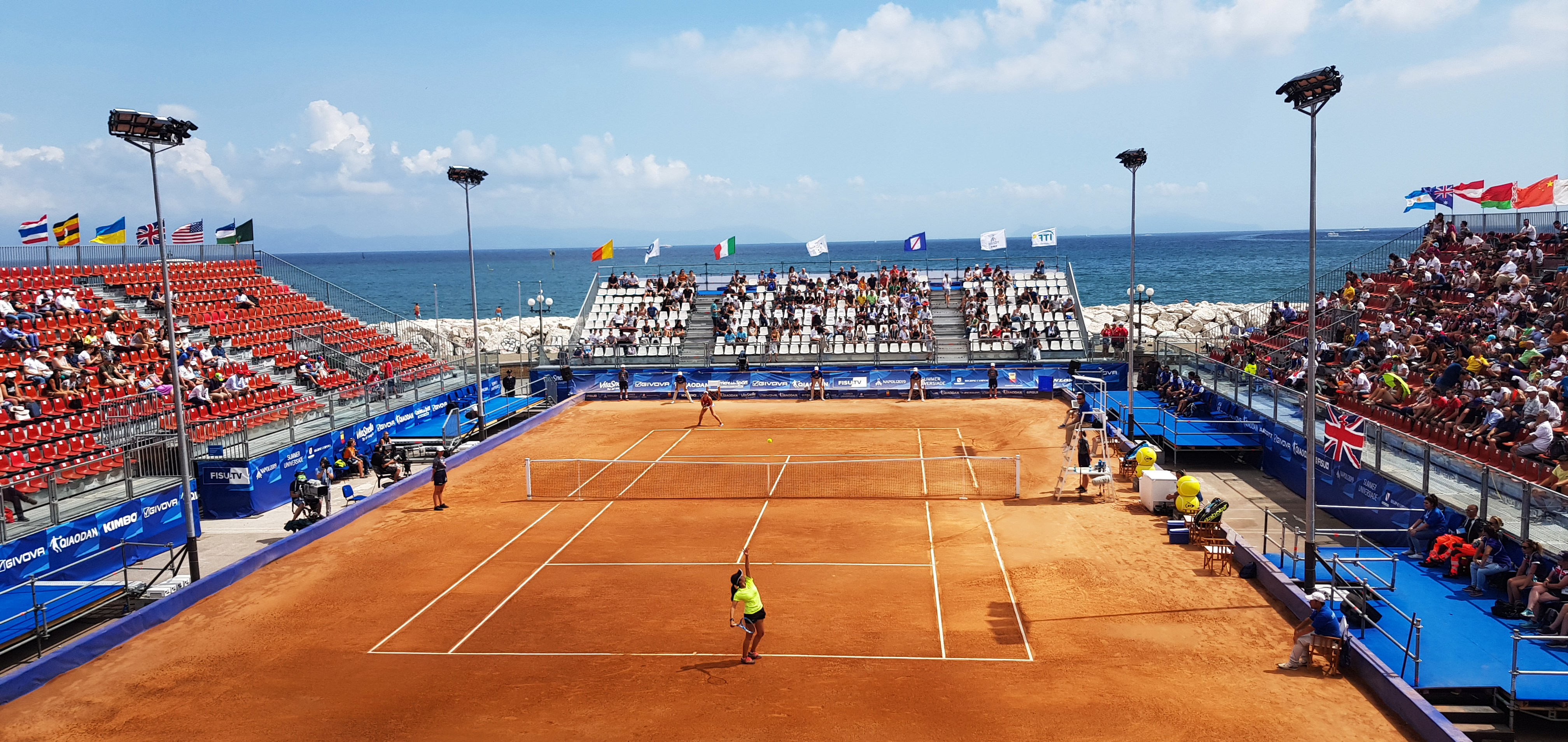
Главный теннисный корт Универсиады 2019 года.

Турнир по теннису на Универсиадах постоянно входят в соревновательную программу. Этот вид программы является обязательным для летних Универсиад.
Первые золотые медали в теннисе были вручены ещё в Турине в 1959 году.
На прошлой Универсиаде в Тайбэе безоговорочную победу одержали азиатские спортсмены.
Программа настоящих игр по сравнению с предыдущими не изменилась.

## Правила участия
Теннисные соревнования будут организованы в соответствии с последними техническими правилами Международной федерации тенниса (ITF).
Соревновательная программа определена следующим образом,
1. Командный турнир:
- Мужской командный турнир
- Женский командный турнир

2. Индивидуальный турнир:
- Мужские соревнования: одиночное и парное
- Женские соревнования: одиночное и парное
- Микст

Каждая страна имеет право заявить максимум двух женщин и двоих мужчин.
Зачёт в командных соревнованиях будет произведён по результатам выступлений в одиночных, парных и смешанных состязаниях.
Одиночные матчи будут сыграны из трех (3) сетов. Тай-брейк будет использоваться во всех сетах. Парные матчи будут сыграны также из трех (3) сетов.
В соответствии с Положением FISU, теннисисты должны соответствовать следующим требованиям для участия во Всемирной универсиаде (статья 5.2.1):
- До соревнований допускаются студенты обучающиеся в настоящее время в высших учебных заведениях, либо окончившие ВУЗ не более года назад.
- Все спортсмены должны быть гражданами страны, которую они представляют.
- Участники должны быть старше 17-ти лет, но младше 28-ми лет на 1 января 2019 года (то есть допускаются только спортсмены родившиеся между 1 января 1991 года и 31 декабря 2001 года).

## Календарь
| ЦО | Церемония открытия | ● | Квалификации | 2 | Финалы соревнований | ЦЗ | Церемония закрытия |

| Июль   | 2 Вт | 3 Ср | 4 Чт | 5 Пт | 6 Сб | 7 Вс | 8 Пн | 9 Вт | 10 Ср | 11 Чт | 12 Пт | 13 Сб | 14 Вс | Соревнования |
| ------ | ---- | ---- | ---- | ---- | ---- | ---- | ---- | ---- | ----- | ----- | ----- | ----- | ----- | ------------ |
| Теннис |      | ЦО   |      | ●    | ●    | ●    | ●    | ●    | ●     | ●     | 4     | 3     | ЦЗ    | 7            |

## Медалисты

### Одиночные турниры
| Категория             | Золото                 | Серебро                        | Бронза                      |
| Мужчины см. подробнее | Цзэн Чжуньсинь Тайвань | Хумаюн Султанов Узбекистан     | Иван Гахов Россия           |
| Мужчины см. подробнее | Цзэн Чжуньсинь Тайвань | Хумаюн Султанов Узбекистан     | Лукас Пулен Франция         |
| Женщины см. подробнее | Нахо Сато Япония       | Эмили Арбетнотт Великобритания | Юдис Чун Гонконг            |
| Женщины см. подробнее | Нахо Сато Япония       | Эмили Арбетнотт Великобритания | Чомпутип Джундакате Таиланд |

### Парные турниры
| Категория             | Золото                                    | Серебро                                     | Бронза                           |
| Мужчины см. подробнее | Узбекистан Хумаюн Султанов Санжар Файзиев | Республика Корея Хон Сён Чан Шин Сан-хуэй   | Япония Со Симабукуро Юя Ито      |
| Мужчины см. подробнее | Узбекистан Хумаюн Султанов Санжар Файзиев | Республика Корея Хон Сён Чан Шин Сан-хуэй   | Китай Ву Хао Сюй Шуай            |
| Женщины см. подробнее | Китай Е Цююй Го Ханьюй                    | Тайвань Ли Пэйчи Ли Ясюань                  | Япония Нахо Сато Канако Морисаки |
| Женщины см. подробнее | Китай Е Цююй Го Ханьюй                    | Тайвань Ли Пэйчи Ли Ясюань                  | Гонконг Юдис Чун Мэгги Нг        |
| Микст см. подробнее   | Россия Яна Сизикова Иван Гахов            | Чехия Анастасия Зарицкая Доминик Келловский | Китай Е Цююй Ву Хао              |
| Микст см. подробнее   | Россия Яна Сизикова Иван Гахов            | Чехия Анастасия Зарицкая Доминик Келловский | Франция Алис Робб Ронан Жонкур   |

### Командные турниры
| Категория             | Золото                                    | Серебро                        | Бронза                            |
| Мужчины см. подробнее | Узбекистан Хумаюн Султанов Санжар Файзиев | Россия Иван Гахов Тимур Киямов | Тайвань Цзэн Чжуньсинь Ву Тун-Лин |
| Женщины см. подробнее | Япония Нахо Сато Канако Морисаки          | н/д                            | Россия Яна Сизикова Виктория Кан  |
| Женщины см. подробнее | Китай Е Цююй Го Ханьюй                    | н/д                            | Россия Яна Сизикова Виктория Кан  |

## Медальный зачёт в теннисе
| Место | Страна           | Золото | Серебро | Бронза | Всего |
| ----- | ---------------- | ------ | ------- | ------ | ----- |
| 1     | Узбекистан       | 2      | 1       | 0      | 3     |
| 2     | Китай            | 2      | 0       | 2      | 4     |
| 2     | Япония           | 2      | 0       | 2      | 4     |
| 4     | Россия           | 1      | 1       | 2      | 4     |
| 5     | Тайвань          | 1      | 1       | 1      | 3     |
| 6     | Чехия            | 0      | 1       | 0      | 1     |
| 6     | Великобритания   | 0      | 1       | 0      | 1     |
| 6     | Республика Корея | 0      | 1       | 0      | 1     |
| 9     | Франция          | 0      | 0       | 2      | 2     |
| 9     | Гонконг          | 0      | 0       | 2      | 2     |
| 11    | Таиланд          | 0      | 0       | 1      | 1     |
| Всего | Всего            | 8      | 6       | 12     | 26    |